# Yıldız Stallions 2009-2010
Questa voce raccoglie le informazioni riguardanti gli Yıldız Stallions nelle competizioni ufficiali della stagione 2009-2010.

## 1. Lig 2009-2010

### Stagione regolare
| 13 ottobre 2009 1ª giornata | Yıldız Stallions | 7 – 20 | Boğaziçi Sultans |  |

| 25 ottobre 2009 2ª giornata | Yıldız Stallions | 0 – 7 | ODTÜ Falcons |  |

| 15 novembre 2009 3ª giornata | Yıldız Stallions | 0 – 27 | Gazi Warriors |  |

| 12 dicembre 2009 4ª giornata | Istanbul Cavaliers | 30 – 6 | Yıldız Stallions |  |

| 20 febbraio 2010 5ª giornata | Hacettepe Red Deers | 30 – 8 | Yıldız Stallions |  |

| 6 marzo 2010 6ª giornata | Ankara Cats | 19 – 0 | Yıldız Stallions |  |

| 28 marzo 2010 7ª giornata | Istanbul Tigers | 20 – 14 | Yıldız Stallions |  |

## Statistiche di squadra
| Competizione      | %Vittorie | In casa | In casa | In casa | In casa | In casa | In casa | In trasferta | In trasferta | In trasferta | In trasferta | In trasferta | In trasferta | Totale | Totale | Totale | Totale | Totale | Totale |
| Competizione      | %Vittorie | G       | V       | N       | P       | Pf      | Ps      | G            | V            | N            | P            | Pf           | Ps           | G      | V      | N      | P      | Pf     | Ps     |
| ----------------- | --------- | ------- | ------- | ------- | ------- | ------- | ------- | ------------ | ------------ | ------------ | ------------ | ------------ | ------------ | ------ | ------ | ------ | ------ | ------ | ------ |
| Stagione regolare | .000      | 3       | 0       | 0       | 3       | 7       | 54      | 4            | 0            | 0            | 4            | 28           | 99           | 7      | 0      | 0      | 7      | 35     | 153    |
| Totale            | .000      | 3       | 0       | 0       | 3       | 7       | 54      | 4            | 0            | 0            | 4            | 28           | 99           | 7      | 0      | 0      | 7      | 35     | 153    |